# تحجيم
التحجيم (تخفيض حجم العمال) مصطلح يستخدم في التجارة، ويمثل الاعتقاد بأنه كلما كانت القوى العاملة أو الشركات أكبر كفاءة وإنتاج كان أفضل وهي تتضمن عادة تخفيض قوة العمل في شركة أو بيع جزء منها، ويمكن أن يتقلص حجمها كثيرا وتفقد خبرتها الكبيرة وثقافتها الكثيرة وهذه الإستراتيجية غالبا تتضمن ملء فجوات الخبرة باستئجار موظفين بتعاقد ثابت ولا تقتصر على القطاع الخاص، ويمكن رؤيتها أيضا على أنها نوع من أنواع المخاطرة.
في الهندسة الميكانية :-
تعني التصغير أو التحجيم للوحدة الهندسية في الميكانيا , مثل تصغير حجم محرك السيارة واعطاء نفس القدرة للمحرك قبل عميلة التصغير , وبهذه العميلة تقل كمية الطاقة (الوقود) المستخدمة لاعطاء نفس القدرة .
يستخدم هذا المصطلح غالبا في صناعة السيارات الحديثة . ويعد من أهم ميزات الشركة المصنعة .